# Neognomidolon pereirai
Neognomidolon pereirai är en skalbaggsart som först beskrevs av Martins 1960.  Neognomidolon pereirai ingår i släktet Neognomidolon och familjen långhorningar. Inga underarter finns listade i Catalogue of Life.